# 浜松市立麁玉小学校
浜松市立麁玉小学校（はままつしりつ あらたましょうがっこう）は、静岡県浜松市浜名区宮口にある公立小学校。

## 概要
本校は浜北区宮口の北部に位置しており、周辺は自然が多く残されている。本校の通学区域は浜北区の大平、宮口（辺田原、野口、有隣、大屋敷、譲栄、町、梔池町内会）、灰木、堀谷、四大地、新原（梔池町内会および辺田原町内会）、尾野（大屋敷町内会）となっている。
本校の卒業生の多くは、隣接学区の新原小学校卒業生とともに麁玉中学校に進学する。また、本校名の「麁玉」は難読地名であり「鹿玉」と間違えられることがある。

## 沿革
- 1873年（明治6年） - 宮口学校として庚申寺の敷地内に創立。
- 1909年（明治42年） - 宮口尋常小学校として現在地に移転する。
- 1922年（大正11年） - 麁玉尋常小学校になる。
- 1941年（昭和16年） - 麁玉国民学校に改称する。
- 1944年（昭和19年） - 東京都長谷戸国民学校(現:渋谷区立長谷戸小学校)の学童疎開児を受け入れる。
- 1947年（昭和22年） - 引佐郡麁玉村立麁玉小学校に改称する。
- 1956年（昭和31年） - 麁玉村が浜名郡4町村と合併して浜名郡浜北町となったことにより、浜名郡浜北町立麁玉小学校に改称する。
- 1963年（昭和38年） - 浜北町の市制施行により浜北市立麁玉小学校に改称する。
- 2005年（平成17年） - 浜北市が浜松市へ編入合併したことにより浜松市立麁玉小学校となる。
- 2014年（平成26年）4月 - 浜松市立大平小学校廃校により、同校学区が当校学区に編入される

## アクセス
- 天竜浜名湖鉄道宮口駅から、徒歩4分

## 学校周辺
- 天竜浜名湖鉄道天竜浜名湖線宮口駅
- 浜北宮口郵便局
- 浜松市立麁玉中学校
- 花の舞酒造